# Rąpino
Rąpino – jezioro w woj. lubuskim, w powiecie strzelecko-drezdeneckim, w gminie Drezdenko, leżące na terenie Kotliny Gorzowskiej, w zachodniej części Puszczy Noteckiej.

## Hydronimia
Do 1945 roku jezioro nazywane było Rumpin See. 17 września 1949 roku wprowadzono nazwę Rąpino. Obecnie państwowy rejestr nazw geograficznych jako nazwę główną jeziora podaje Rąpino, jednocześnie wymienia nazwy oboczne: Jezioro Rąpińskie oraz Irena.

## Morfometria
Według danych Instytutu Meteorologii i Gospodarki Wodnej powierzchnia zwierciadła wody jeziora wynosi 55,0 ha. Średnia głębokość zbiornika wodnego to 0,4 m, a maksymalna – 0,7 m. Lustro wody znajduje się na wysokości 27,7 m n.p.m. Objętość jeziora wynosi 220,0 tys. m³. Natomiast A. Choiński określił poprzez planimetrowanie na mapach 1:50 000 wielkość jeziora na 57,5 ha.
Według Mapy Podziału Hydrograficznego Polski jezioro leży na terenie zlewni szóstego poziomu Zlewnia jez. Rąpino. Identyfikator MPHP to 1889481.

## Zagospodarowanie
W systemie gospodarki wodnej jezioro tworzy jednolitą część wód o kodzie PLLW10869. Administratorem wód jeziora był Regionalny Zarząd Gospodarki Wodnej w Poznaniu. Utworzył on obwód rybacki, który obejmuje między innymi wody jeziora Rąpino wraz z wodami cieku bez nazwy od jego źródeł do ujścia do kanału Lubiatka (Obwód rybacki jeziora Lubowo na kanale Lubiatka – Nr 1). Od czasu reformy prawa wodnego w 2017 r. jezioro trafiło do regionu wodnego Noteci zarządzanego przez Regionalny Zarząd Gospodarki Wodnej w Bydgoszczy. Gospodarkę rybacką prowadzi na jeziorze Polski Związek Wędkarski Okręg w Gorzowie Wielkopolskim.

## Czystość wód i ochrona środowiska
W 2020 roku wykonano klasyfikację stanu ekologicznego i chemicznego wód. Stan ichtiofauny zdecydował o słabym stanie ekologicznym, a stan chemiczny został określony jako dobry.
Jezioro znajduje się na obszarze chronionego krajobrazu "Pojezierze Puszczy Noteckiej" oraz w granicach obszaru specjalnej ochrony ptaków Natura 2000 „Puszcza Notecka” PLB300015. Jezioro jest objęte strefą ciszy.